# Henry le Despenser
Henry le Despenser (c. 1341-1406) fou un noble anglès i bisbe de Norwich, que adquirí el sobrenom de «bisbe batallador» per la participació que tingué en la lluita contra la revolta dels camperols a la regió d'Ànglia de l'Est, que acabà amb la batalla de North Walsham l'estiu del 1381. També fou el promotor d'una croada contra els francesos per fer costat a l'antipapa Climent VII d'Avinyó.

## Orígens familiars

Escut heràldic de Henry le Despenser, que incorpora els elements de la família Ferrers, de la qual n'era descendent.

Henry le Despenser era el fill menor d'Eduard le Despenser i d'Anne Ferrers, filla de sir Ralph Ferrers de Groby. Henry nasqué vers el 1342, l'any que el seu pare morí en el setge de Vannes. Ell i els seus tres germans van ser educats per ser soldats. El seu germà gran, Edward adquirí fama com un dels millors cavallers del seu temps; ell i Henry lluitaren junts en les tropes del papa Urbà V en la contesa contra Milà el 1369. Comparativament poc se'n sap dels altres dos germans: Hug le Despenser també lluità a l'estranger i morí a Pàdua el març del 1374; Thomas lluità a França i morí sense haver-se casat el 1381; Gilbert le Despenser morí el 1382. Tenia també una germana anomemenada Joana, que fou monja a l'abadia de Shaftesbury.
La família Le Despenser tenia els seus orígens en els senyors de Gomiécourt, originars del nord-est de França. L'àvia, Eleanor de Clare fou neta d'Eduard I d'Anglaterra. El besavi, Hug le Despenser el Vell i l'avi Hug el Jove, que fou favorit d'Eduard II, van ser exiliats i executats per la revolta que efectuaren la reina Elisabet i Roger Mortimer. Hug el Vell esdevingué conseller del rei i fou un home molt poderós fins que fou derrotat en la batalla de Bannockburn. Hug el Jove encara tingué més poder que el seu pare. La majoria de nobles del país eren hostils als Le Despenser, a causa del tracte de favor que aconseguiren i per la seva arrogància i el 1321 foren desterrats. L'any següent, el rei annulà la sentència i des del 1322 tornaren a estar relacionats amb el govern de la nació, fins que el 1326 la reina Elisabet reeixí en enviar-los a la forca.

## Estudis i inici de la carrera eclesiàstica

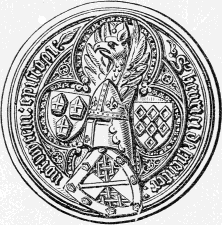
Segell del bisbe Le Despenser

El 1353, quan tenia onze anys, Henry esdevingué canonge de Llandaff i un any més tard fou traslladat a la catedral de Salisbury. Als dinou anys fou nomenat ajudant del rector de la parròquia de Bosworth i el febrer del 1361 s'havia graduat en dret civil a la Universitat d'Oxford. El 17 de desembre del 1362 fou ordenat sacerdot. El 20 d'abril del 1364 era arxidiaca de Llandaff. En aquesta època marxà a Itàlia a lluitar en les tropes papals.

## Nomenament de bisbe
El 1370 Le Despenser, que era canonge de Salisbury, fou nomenat bisbe de Norwich, mitjançant una butlla del 3 d'abril. Anà a Roma per ser consagrat el dia 20 i tornà a Anglaterra. Rebé els poders espirituals sobre la seva seu de mans de l'arquebisbe de Canterbury el 12 de juliol del 1370 i els béns temporals de mans del rei el 14 d'agost.

## Revolta dels camperols

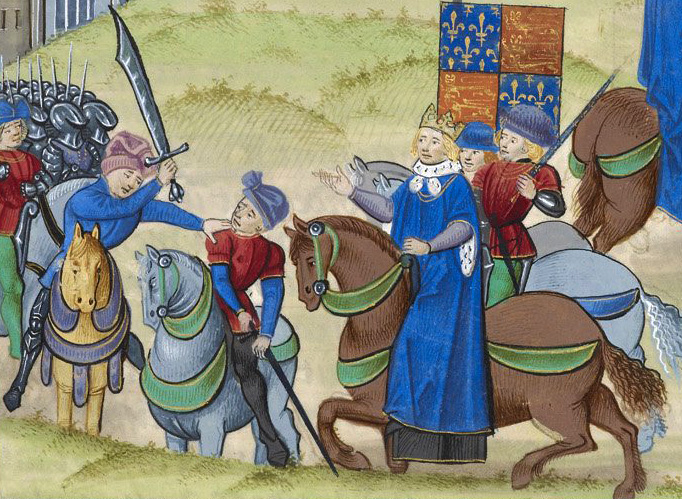
Wat Tyler és capturat en presència de Ricard II; Walworth, batlle de Londres, a l'esquerra amb l'espasa alçada.

El 1381, sorgí un alçament camperol que des de Kent i Essex marxà cap a Londres i un cop a dins la ciutat, s'apoderaren la Torre de Londres. El rei Ricard II, que havia promès satisfer totes les demandes dels camperols, sortí a trobar-se amb els rebels als afores de la ciutat, on el cap dels camperols Wat Tyler fou assassinat i la revolta sufocada. El rei es retractà de les seves promeses.
La indignació, però, portà a revoltes per altres llocs del país. A la diòcesi de Norwich s'allargà dues setmanes. El 14 de juny, un grup de rebels arribà a Thetford i des d'allà la insurrecció s'escampà per sud-oest de Norfolk cap als Fens. Al mateix temps els rebels, comandats per un tenyidor, Geoffrey Litster, avançaren pel nord-est reclutant més seguidors. En els següents dies els rebels s'aplegaren a Norwich, Lynn i Swaffham. Norwich era llavors una de les ciutats més grans i importants del reialme, per això fou presa per Litster i els seus seguidors, els quals causaren grans danys a les cases i negocis. Llavors es desplaçaren a Yarmouth, on destruïren oficines administratives i possessions dels terratinents; altres insurgents anaren pel nord-est de Norfolk entraren als jutjats i destruïren documents, especialment els registres de taxes; hi hagueren molts incidents de pillatge i extorsió per tot el país.
Quan Le Despenser sentí el que estava passant a la seva diòcesi, marxà armat de la seva casa de Burley, a Rutland, (a 160 km a l'oest de Norwich), en direcció a Norfolk via Peterborough, Cambridge i Newmarket, amb una tropa de només vuit llancers i uns pocs arquers. Pel camí se li uniren uns quants més i, quan arribà a North Walsham, a prop de la costa de Norfolk, portava un considerable contingent. Allà trobà que els rebels s'havien atrinxerat amb unes fortificacions improvisades. Segons el cronista Thomas Walsingham, en la batalla que es produí el bisbe en persona comandà l'assalt i lluità cara a cara contra els enemics. Molts moriren o foren capturats, incloent el líder, que fou penjat, arrossegat i esquarterat poc després. Le Despenser supervisà l'execució i durant els mesos següents s'encarregà d'acabar amb altres rebels del seu districte. El rigor amb què acabà amb la revolta el feu impopular al comtat de Norfolk i l'any següent fou l'objectiu d'un atemptat. Un dels conspiradors traí els seus companys i van ser trets davant les autoritats.

## Croada del 1383

Mapa dels llocs on es desenvolupà la croada de Le Despenser.

Poc després que Urbà VI fou escollit papa el 1378, alguns cardenals decidiren anul·lar la votació i escolliren Robert de Ginebra com a papa Climent VII, el qual van traslladar la cort papal a Avinyó. Això causà un cisma no només en el poder religiós sinó també en els poders polítics, ja que cada monarca havia de decidir a quin papa reconèixer com a legítim. El regne d'Anglaterra donà la seva fidelitat a Urbà VI i el parlament tingué un debat per decidir si lluitar contra França que donava suport a Climent VII o contra Enric II de Castella, excomunicat per Urbà VI, o contra el rei Ferran I de Portugal, que estava indecís. Finalment aprovaren lluitar només al comtat de Flandes, que havia estat envaïda per França la tardor del 1382, ja que així solucionaven alhora els problema del tancament de les rutes comercials que havia perjudicat greument els anglesos. El papa emeté una butlla que qualificava aquest atac com a croada i designà Le Despenser com a responsable de l'organització.
El comandant flamenc Filips Van Artevelde havia fracassat en la batalla de Westrozebeke i tota Flandes s'havia vist obligada a la submissió de Carles VI de França, el qual obligà les ciutats conquerides a reconèixer Climent VII.
El bisbe comandà un atac reeixit a Gravelines. Tot seguit decidí muntar setge a Ieper el qual s'allargà molts dies i les tropes se li revoltaren. Le Despenser, en comptes de calmar els ànims, els envià cap a casa i, uns dies després amb l'excusa que no tenia suficients tropes per continuar la guerra, donà per acabada la croada. En arribar a Anglaterra, el bisbe fou cridat pel parlament a donar explicacions en presència del rei, el 12 d'octubre del 1383, però les seves justificacions no convenceren ningú. El canceller Michael de la Pole l'acusà d'haver començat la guerra sense esperar l'arribada de totes les tropes a Calais, com s'havia acordat abans de sortir d'Anglaterra; de no haver reclutat suficients soldats armats; de rebutjar els consells dels seus capitans; de desobeir el rei, el qual volia estar present en l'expedició militar; i d'acomiadar l'exèrcit prematurament. Le Despenser insistí en que ja tenia prou soldats a Ieper, que havia triat bé els seus capitans i que no havia desobeït les ordres del rei. Demanà una altra audiència per defensar-se millor, cosa que li fou concedida. En la segona explicació que donà, acusà els seus capitans d'obligar-lo a abandonar el setge d'Ieper i la croada. Tots els seus arguments foren refutats i en ell recaigué tota la responsabilitat de la fracassada expedició. Li confiscaren els seus béns i el sentenciaren a pagar els deutes ocasionats per la guerra.

## Guerra amb Escòcia
La caiguda en desgràcia de Le Despenser no durà molt. Quan els escocesos començaren a fer incursions militars per Anglaterra, de la qual se'n volien independitzar, el rei Ricard, de només divuit anys, anà a comandar un exèrcit de defensa. El 1385 tothom que era algú al regne anglès anà a donar suport al jove Ricard, incloent Le Despenser que acudí comandant una gran host. L'exèrcit anglès es presentà a Edimburg, saquejà la ciutat i es retirà, tot i que Joan de Gant desitjava continuar fins a Fife.

## Disputes eclesiàstiques

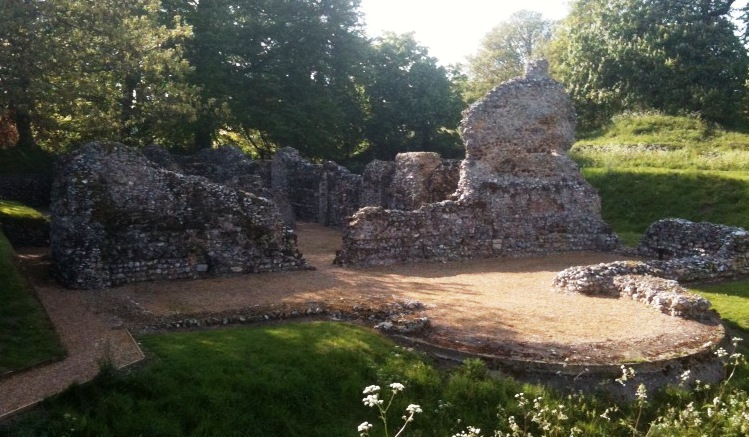
Les ruïnes de la casa de Le Despenser, a North Elmham, construïda al mateix lloc que l'antiga catedral saxona.

Henry le Despenser, malgrat que deixà d'acudir a campanyes militars, continuà sent una figura controvertida per la manera dura d'imposar la seva voluntat sobre els laics de la seva diòcesi. A més, defensava apassionadament l'ortodòxia de l'Església i els seus drets i prerrogatives contra el poder dels nobles. Durant més d'una dècada estigué implicat en disputes amb els altres clergues de la catedral de Norwich i amb les comunitats de religiosos de la seva diòcesi, principalment defensant el seu dret a intervenir en qüestions internes. El 1384 els monjos apel·laren al papa Bonifaci IX, que els donà la raó, però el 1385 Le Despenser encara no havia cedit i llavors el papa donà ordre a l'arquebisbe de Canterbury, William Courtenay que en fes de mediador. L'arquebisbe cità les dues parts, però la mort sobtada de Courtenay ajornà la solució que acabaria el 1398, quan una comissió reial decidí a favor de Le Despenser. El papa Bonifaci anul·là les decisions d'aquesta comissió el 1401, quan el monjos presentaren al·legacions, però la decisió del papa fou ignorada per Le Despenser. Finalment els monjos acceptaren la pèrdua de la seva autonomia.

## Lluita contra els heretgeslollards
Des del 1381, creixé entre l'elit anglesa un moviment religiós protestant inspirat en les idees del teòleg John Wycliffe. Els seguidors d'aquest moviment eren anomenats despectivament pels conservadors, lollards («incultes»), encara que irònicament aquests incultes estaven a favor de la traducció de la Biblia a l'anglès i la seva difusió entre la gent del poble. El moviment dels lollards s'havia iniciat en la dècada del 1370 i tenia pocs simpatitzants entre les classes altes, però el 1382 les autoritats donaren ordre d'arrestar-los i sotmetre'ls al judici d'un tribunal eclesiàstic per esbrinar si eren heretges. Durant la segona meitat del regnat de Ricard II, el rei es preocupà per mantenir l'ortodòxia cristiana i suprimir l'heretgia amb duresa. El seu successor, Enric IV encara anà més lluny, introduint la pena de mort per heretgia i possessió d'una Bíblia (De heretico comburendo
Le Despenser prengué part activa en suprimir els lollards a la seva diòcesi. El cronista Thomas Walsingham lloà les seves accions comparades amb les dels altres bisbes. Això no obstant, sembla que no s'acarnissà en el compliment del seu deure. L'1 de maig del 1399, William Sawtrey, un sacerdot de Norfolk, lollard de creences, fou jutjat davant Le Despenser. Sawtrey abjurà les seves heretgies en públic i aparentment no rebé cap càstig sever. Se'n va anar a Londres on els seus sermons atragueren l'atenció de l'arquebisbe Thomas Arundel, que convocà Le Despenser a un judici a l'església de Sant Pau. Le Despenser no acudí a la cita, sinó que envià un memoràndum el 23 de febrer. En aquest judici Sawtrey fou condemnat per reincidir en l'hertegia i fou cremat encadenat a Smithfield (avui dia un barri de Londres) el 1401.

## Relació amb Enric IV
A la mort de Joan de Gant el 3 de febrer del 1399, el seu fill Enric de Bolingbroke esdevingué duc de Lancaster, però en aquell moment Bolingbroke estava a París i Ricard II reaccionà amb rapidesa per confiscar-li el patrimoni. Bolingbroke decidí tornar a Anglaterra per exigir que li retornessin les terres de la seva família i el juliol del 1399 desembarcà a Ravenspurn. Amb relació a aquesta qüestió, Henry le Despenser es posà a favor del rei. El 2 de juliol nomenà una comissió formada per tres vicaris que s'havia d'encarregar del bisbat mentre estigués absent. El 10 de juliol arribà a St. Albans amb un exercit de reforç. Allà s'uní a les tropes del duc de York i viatjaren junts a rebre el rei que tornava d'Irlanda, mentre Bolingbroke avançava des del sud cap a Bristol per interceptar els partidaris de Ricard. A final de juliol Le Despenser i el duc de York participaren en la negociació d'un acord amb Bolingbroke al castell de Berkeley (Gloucestershire), però el bisbe es negà a cedir i estigué breument empresonat. El 30 de setembre Bolingbroke fou proclamat rei a Londres, amb el nom d'Enric IV, un esdeveniment al qual potser assistí Le Despenser. Més certament se sap que assistí a la primera sessió del parlament amb el nou rei, el 6 d'octubre del 1399, en el qual s'aprovà l'empresonament de Ricard II. Després d'aquesta època sembla que el poder i la influència de Le Despenser disminuí a favor de Thomas Erpingham.
Henry estigué implicat en l'alçament fallit del gener del 1400, durant el qual el seu nebot Thomas, tingué una participació decisiva i fou després executat. Thomas havia estat nomenat comte de Gloucester per Ricard II, però el 1399 fou acusat d'estar implicat en la mort del fill del duc de l'anterior duc de Gloucester i per això va perdre el títol de comte. S'uní a la conspiració dels comtes de Rutland, Kent i Huntingdon i estigué al capdavant de l'exèrcit a Cirencester, quan foren atacats pels ciutadans, els quals també incendiaren les habitacions on s'allotjava Thomas le Despenser. Thomas fugí en un vaixell, però el capità posà rumb a Bristol, on el 13 de gener fou lliurat a la multitud i li tallaren el cap.
Acabada la revolta, el 5 de febrer del 1400, Henry le Despenser nomenà John Derlington, arxidiaca de Norwich, com a vicari seu i cercà la protecció de l'arquebisbe Thomas Arundel el qual l'acompanyà a la reunió del parlament el 20 de gener del 1401. Allà el seu enemic sir Thomas Erpingham l'acusà falsament d'haver participar en el complot. Finalment es reconcilià amb Enric IV quan el rei concedí un perdó el 1401.
Le Despenser morí el 23 d'agost del 1406 i fou sebollit sota l'altar de la catedral de Norwich. Hi havia una inscripció de llautó que ho indicava però fou destruïda.